# Lundby socken, Västmanland
Lundby socken i Västmanland ingick i Tuhundra härad, uppgick 1918 i Västerås stad och området är sedan 1971 en del av Västerås kommun och motsvarar från 2016 Lundby distrikt.
Socknens areal var 20,78 kvadratkilometer land. År 1910 fanns här 407 invånare. Sockenkyrkan är Lundby kyrka. 

## Administrativ historik
Lundby socken har medeltida ursprung.
Vid kommunreformen 1862 övergick socknens ansvar för de kyrkliga frågorna till Lundby församling och för de borgerliga frågorna till Lundby landskommun. Landskommunens inkorporerades 1918 i Västerås stad som 1971 ombildades till Västerås kommun. Församlingen namnändrades 1962 till Västerås Lundby församling.
1 januari 2016 inrättades distriktet Lundby, med samma omfattning som församlingen hade 1999/2000.  
Socknen har tillhört fögderier, tingslag och domsagor enligt vad som beskrivs i artikeln Tuhundra härad.  De indelta soldaterna tillhörde Västmanlands regemente, Västerås kompani, Livregementets grenadjärkår, Västerås kompani och Livkompaniet.

## Geografi
Lundby socken ligger sydväst om Västerås med Västeråsfjärden i öster. Socknen är en slättbygd.

## Fornlämningar
I socknens högst belägna partier finns lämningar från bronsåldern i form av spridda gravar. Majoriteten av lämningarna är dock från järnåldern och består av lämningar inom 20 små järnåldersgravfält. Det finns också två fornborgar och två runstenar.

## Namnet
Namnet skrevs år 1322 parochie Lundby. Ordet, som har lånats från den gamla kyrkbyn, består av lund, 'skogsdunge' och by, 'gård; by'.

## Befolkningsutveckling
| Befolkningsutvecklingen i Lundby socken, Västmanland 1810–1910                                          | Befolkningsutvecklingen i Lundby socken, Västmanland 1810–1910 | Befolkningsutvecklingen i Lundby socken, Västmanland 1810–1910 | Befolkningsutvecklingen i Lundby socken, Västmanland 1810–1910 | Befolkningsutvecklingen i Lundby socken, Västmanland 1810–1910 |
| --- | -------------------------------------------------------------- | -------------------------------------------------------------- | -------------------------------------------------------------- | -------------------------------------------------------------- |
| |                                                                |                                                                |                                                                |                                                                |
| År |                                                                |                                                                | Folkmängd                                                      |                                                                |
| 1810 | 1810                                                           |                                                                | 519                                                            |                                                                |
| 1820 | 1820                                                           |                                                                | 504                                                            |                                                                |
| 1830 | 1830                                                           |                                                                | 491                                                            |                                                                |
| 1840 | 1840                                                           |                                                                | 467                                                            |                                                                |
| 1850 | 1850                                                           |                                                                | 477                                                            |                                                                |
| 1860 | 1860                                                           |                                                                | 504                                                            |                                                                |
| 1870 | 1870                                                           |                                                                | 480                                                            |                                                                |
| 1880 | 1880                                                           |                                                                | 516                                                            |                                                                |
| 1890 | 1890                                                           |                                                                | 540                                                            |                                                                |
| 1900 | 1900                                                           |                                                                | 497                                                            |                                                                |
| 1910 | 1910                                                           |                                                                | 407                                                            |                                                                |
| Anm: Källor: Umeå universitet - Tabellverket 1749-1859, Demografiska databasen, CEDAR, Umeå universitet |                                                                |                                                                |                                                                |                                                                |